# Tibor Joza
Tibor Joza, född 10 augusti 1986 i Martin Luthers församling, Halmstad, är en svensk före detta fotbollsspelare (försvarare). Han spelade under sin karriär för IF Leikin, Halmstads BK, Falkenbergs FF, BK Häcken och Östers IF.

## Klubbkarriär
Joza fostrades i IF Leikin och värvades som 16-åring till Halmstads BK. Han blev uppflyttad till A-truppen 2005 och gjorde seriedebut i oktober 2006. På grund av bristande speltid, totalt sju matcher i Allsvenskan, gick han inför säsongen 2008 vidare till Falkenbergs FF i Superettan. 
Efter säsongen 2010 värvades han av allsvenska BK Häcken. Joza lämnade BK Häcken efter säsongen 2013 då de inte valde att förlänga hans kontrakt.
I december 2013 skrev han på ett tvåårskontrakt med Falkenbergs FF, en klubb han även spelade mellan 2008 och 2010. I juli 2014 lånades Joza ut till Östers IF. Den 1 december 2016 förlängde Joza sitt kontrakt i Falkenbergs FF med två år. I maj 2018 förlängde han sitt kontrakt med ytterligare två år. Efter säsongen 2020 meddelade Joza att han avslutade sin fotbollskarriär.

## Landslagskarriär
Joza har spelat en landskamp för Sveriges U21-landslag.